# Sautiva (album)
Sautiva è un album del 2000 del gruppo omonimo, derivato da un cambiamento di nome dei Dhamm. Si tratta del primo e unico disco pubblicato dal gruppo con questo nome, prima dello scioglimento avvenuto nel 2002. Il gruppo tornerà a chiamarsi Dhamm con la reunion del 2013.

## Tracce
1. Vertigini
2. Parenoia
3. Io non è connesso
4. Perso (canto I)
5. Ognun dorma
6. Corpo liquido
7. Angeli del caos
8. San Felicità
9. Nauseante presente roseo
10. Il dubbio
11. Abitudine
12. Notturno con addio